# Neujahrskonzert der Wiener Philharmoniker 1992
Das Neujahrskonzert der Wiener Philharmoniker 1992 war das 52. Neujahrskonzert der Wiener Philharmoniker und fand am 1. Jänner 1992 im Wiener Musikverein statt. Dirigiert wurde es zum zweiten und letzten Male von Carlos Kleiber – an Stelle des verstorbenen Leonard Bernstein.

## Status
Das Neujahrskonzert der Wiener Philharmoniker 1992 sollte eigentlich von Leonard Bernstein dirigiert werden, Ehrenmitglied des Orchesters, doch verstarb dieser im Oktober 1990 in New York. Daraufhin traten die Philharmoniker an Carlos Kleiber heran – mit der Bitte, diese Aufgabe zu übernehmen, auch in Erinnerung an das von Presse und Publikum gefeierte Neujahrskonzert des Jahres 1989, welches Kleiber dirigiert hatte. Kleiber sagte zu.
Carlos Kleiber leitete das Neujahrskonzert nur zweimal, 1989 und 1992. Beide Konzerte gelten in der Musikgeschichte als absolute Höhepunkte der Interpretation von Werken der Strauss-Dynastie. Das Verhältnis der Wiener Philharmoniker mit dem Dirigenten war jedoch nicht immer friktionsfrei. 1982 kam es zu einem Eklat: „Einen Tag vor einem Konzert im Musikverein stürmte Carlos Kleiber wütend aus der Probe. Die Musiker hätten auf ihn nicht gehört, meinte er später. Alles, was die Philharmoniker von Kleiber noch bekamen, war eine Karte, auf der stand: ‚Bin ins Blaue gefahren‘. Einspringer Lorin Maazel wurde mit dem Privatjet eingeflogen. Die Versöhnung erfolgte erst nach Jahren.“

Nach dem Zerwürfnis kam es über den Umweg der Wiener Staatsoper zu einer erneuten Annäherung. Operndirektor Egon Seefehlner hatte Carlos Kleiber 1985 für drei Vorstellungen der Bohème gewinnen können. Dort brach das Eis und schließlich lud das Orchester den Dirigenten ein, das Neujahrskonzert 1989 zu übernehmen, gleiches dann 1992.
Diese beiden Konzerte nehmen in der an Höhepunkten reichen Geschichte dieser Institution einen besonderen Rang ein, galt und gilt der Maestro doch als der Johann-Strauss-Experte per excellence.
Das Programm des Konzertes war erneut stark auf den jüngeren Johann Strauss ausgerichtet. Neun der 15 vorgestellten Werke stammten aus seiner Feder, dazu zwei Polkas und zwei Walzer seines jüngeren Bruders Josef Strauss und der obligate Abschluss mit dem Radetzky-Marsch von Johann Strauss (Vater). Den Auftakt bildete die Ouvertüre zu den Lustigen Weibern von Windsor von Otto Nicolai, eine Reverenz an die Wiener Philharmoniker, hatte Nicolai doch das Orchester gegründet. Zu den Höhepunkten des Konzerts zählten – neben der Zigeunerbaron-Ouvertüre – die drei großen Walzer Dorfschwalben aus Österreich, Tausend und eine Nacht nach Motiven der Operette Indigo und Sphärenklänge der Brüder Strauss sowie die legendäre Tritsch-Tratsch-Polka, die 1858 im Gasthaus Zum Großen Zeisig am Spittelberg uraufgeführt wurde.
Noch 2014, zum 75-Jahr-Jubiläum des Neujahrskonzerts, erinnerte man sich, dass „die beiden Kleiber-Konzerte zu den besten, energiegeladensten dieser 75 Jahre“ zählten. Als die Philharmoniker ihn für ein drittes Neujahrskonzert gewinnen wollten, soll er dem Orchestervorstand Werner Resel mitgeteilt haben, zwei seien genug, er könne nicht zwei Stunden lang lächeln.
Der Blumenschmuck war – wie alljährlich seit 1980 – ein Geschenk der italienischen Stadt Sanremo.

## Stil und Körpersprache
„Was Krauss' Strauß-Interpretationen hervorhebt, ist ein singuläres Gefühl für das bei dieser Musik so essentielle Rubato, das in den späteren Jahrzehnten abgesehen von Carlos Kleiber und Herbert von Karajan kaum ein Nachfolger erreichte, doch letzterer stand nur einmal (1987), Kleiber zweimal am Neujahrspult (1989, 1992).“
Die Körpersprache des Dirigenten, der fallweise tänzelte, fallweise gar aufhörte zu dirigieren, beispielsweise bei der Jokey-Polka, korrespondiere, so Musikkritiker, perfekt mit der Leichtigkeit und Fröhlichkeit der Melodien der Strauss-Dynastie. Wiewohl dieses Genre höchste Konzentration in jedem Takt verlange, gelänge es Kleiber mimisch und gestisch ein Gefühl der absoluten Entspanntheit zu erzielen und zugleich das Orchester präzise und minutiös durch das Programm zu führen. Die Frankfurter Allgemeine Zeitung berichtete wiederum von einem Rundfunkinterview mit Kleiber aus dem Jahr 1960, in dem der Maestro sagte, die Operette sei „ungefähr das Schwerste, was es gibt.“ Sein Vater Erich. so Carlos Kleiber, habe ihn gelehrt, „Operette sei gerade das, wo man am meisten Dirigieren lernt“. Er stünde nun vor einem der weltweit besten Klangkörper und kontrollierte den Ablauf fallweise mit einem Minimum an Einsätzen, fallweise mit großer Geste. Als „unerreichbare Sternstunden“ bezeichnete der frühere Staatsopern-Direktor Ioan Holender die Dirigate Kleibers, den er als größten Dirigenten, als „größte[n] Musiker überhaupt“ ansah.

## Programm

### 1. Teil
- Otto Nicolai: Ouvertüre zur komischen Oper „Die lustigen Weiber von Windsor“ (Dauer 08:56 Minuten)
- Johann Strauss (Sohn): Stadt und Land, Polka mazur, op. 322 (04:24)
- Josef Strauss: Dorfschwalben aus Österreich, Walzer, op. 164 (08:34)
- Josef Strauss: Feuerfest, Polka française, op. 269
- Johann Strauss (Sohn): Vergnügungszug, Polka schnell, op. 281 (02:49)

### 2. Teil
- Johann Strauss (Sohn): Ouvertüre zur Operette „Der Zigeunerbaron“ (07:49)
- Johann Strauss (Sohn): Tausend und eine Nacht, Walzer, op. 346 (08:20)
- Johann Strauss (Sohn): Neue Pizzicato-Polka, op. 449
- Johann Strauss (Sohn): Persischer Marsch, op. 289 (01:51)
- Johann Strauss (Sohn): Tritsch-Tratsch, Polka, op. 214 (02:46)*
- Josef Strauss: Sphärenklänge, Walzer, op. 235 (09:19)
- Johann Strauss (Sohn): Unter Donner und Blitz, Polka schnell, op. 324 (03:13)

### Zugaben
- Josef Strauss: Jokey-Polka , Polka schnell, op. 278
- Johann Strauss (Sohn): An der schönen blauen Donau, Walzer, op. 314 (10:02)
- Johann Strauss (Vater): Radetzky-Marsch, op. 228 (3:16)

Offizielle Werkliste und Reihenfolge aus dem Musikverein-Archiv. Zeitangaben entstammen der Erstveröffentlichungs-CD, keine Zeitangabe bedeutet, dass dieses Musikstück nicht auf dieser CD veröffentlicht wurde.
* Die Polka Tritsch-Tratsch ist keine Polka schnell (Schnellpolka) im eigentlichen Sinn, diese Bezeichnung wird von Johann Strauss (Sohn) erst ab op. 281 (Vergnügungszug (Polka schnell)) gebraucht.

## Fernsehübertragung
Brian Large zeichnete für die Bildregie der 34. ORF-Übertragung verantwortlich. Das Konzert wurde in zahlreiche Länder übertragen.

## Aufnahmen
Ein Live-Mitschnitt des Konzertes wurde auf zwei Compact-discs veröffentlicht, die noch im Jahr 1992 erschien.